# Керолайн Сміт (стрибунка у воду)
Керолайн Сміт (англ. Caroline Smith, 21 липня 1906 — 11 листопада 1994) — американська стрибунка у воду.
Олімпійська чемпіонка 1924 року.